# Цзинхун
Цзинху́н (кит. упр. 景洪, пиньинь Jǐnghóng) — городской уезд Сишуанбаньна-Дайского автономного округа провинции Юньнань (КНР).

## История
В этих местах находилась столица государства Кенхунг.
В 1927 году здесь был образован уезд Чэли (车里县).
После вхождения провинции Юньнань в состав КНР в 1950 году эти места были включены в состав Специального район Пуэр (普洱专区), в 1953 году переименованного в Специальный район Сымао (思茅专区).
Постановлением Госсовета КНР от 1 сентября 1954 года из Специального района Сымао был выделен Сишуанбаньна-Дайский автономный район окружного уровня (西双版纳傣族自治区（地级）). Старое административное деление было отменено, и на этой территории было создано 5 «баньна».
В 1957 году Сишуанбаньна-Дайский автономный район был преобразован в Сишуанбаньна-Дайский автономный округ. В этих местах 5 «баньна» были объединены в баньна Цзинхун. В июне 1958 года вместо баньна Цзинхун был создан уезд Цзинхун (景洪县).
В декабре 1993 года уезд Цзинхун был преобразован в городской уезд.

## Административное деление
Городской уезд делится на 1 уличный комитет, 5 посёлков, 3 волости и 2 национальные волости.